# The Legend of Zelda: Collector's Edition
The Legend of Zelda: Collector's Edition is een verzameling van verschillende Zelda computerspellen. Dit was verkrijgbaar via de website van Nintendo, tegen betaling van 'sterren'. Deze sterren kan men verzamelen door Nintendo producten te registreren op de site. Ook werd deze tijdelijk bij aankoop van een Nintendo GameCube met Mario Kart: Double dash meegeleverd. Het perspectief is in de derde persoon met bovenaanzicht.

## Inhoud
- The Legend of Zelda
- Zelda II: The Adventure of Link
- The Legend of Zelda: Ocarina of Time
- The Legend of Zelda: Majora's Mask
- The Legend of Zelda: The Wind Waker Demo
- Special The Legend of Zelda: The Wind Waker: The Movie Experience (demo van vijf minuten)
- Exclusive The Legend of Zelda: Retrospective Movie Experience

## Ontvangst
| Beoordeeld door | Jaar | Score |
| --------------- | ---- | ----- |
| Gameplanet      | 2004 | 100%  |
| Gaming Target   | 2003 | 100%  |
| Kombo.com       | 2004 | 90%   |
| Mygamer.com     | 2004 | 88%   |
| Game Freaks 365 | 2003 | 88%   |
| HonestGamers    | 2003 | 70%   |